# Desna
Desna (russisk og ukrainsk: Десна, tr. Desna) er en flod i Brjansk oblast og Smolensk oblast i Rusland og Sumy oblast, Tjernihiv oblast og Kyiv oblast i Ukraine. Den er en venstre biflod til Dnepr og er 1.130 km lang med et afvandingsareal på 88.900 km²  og en middelvandføring på 360 m³/s.
I Ukraine er floden mellem 60 og 250 meter bred, med en gennemsnitlig dybde på 3 meter. Middelvandføringen ved mundingen er 360 m³/s. Floden fryser til i begyndelsen af december og er frosset indtil forårssmeltningen først i april.

## Etymologi
Navnet på floden Desna betyder "højre hånd", selv om den er en venstre biflod til Dnepr. Sandsynligvis vandrede de slaviske stammer ind i området fra syd og fandt derfor floden på højre side af Dnepr.

## Løb
Desna udspringer i Smolenskhøjene nær byen Jelnja. I den øvre del har floden sydøstlig retning og bredderne er sumpet lavland. Efter Brjansk løber Desna mellem høje skrænter i sydlig retning. Efter at have krydset grænsen til Ukraine udmunder Sudost i Desna. Efter Sejms udmunding i floden bliver floddalen bredere med mange løb og søer. Længere nede af løbet udmunder Snov, og Desna løber gennem Tjernihiv. Længere mod syd udmunder Desna i Dnepr-floden i den nordlige udkant af Kyiv.
Siden oldtiden har floddalen været er en vigtig transportrute, der forbandt Kyiv området med Don (via Sejms og Okas løb). På højre bred af Desna 20 km over Brjansk har arkæologer fundet rester af en boplads fra ældste stenalder, der er dateret til dateret til 24-21.000 f.Kr.

## Bifloder
Desna har et stort antal bifloder, de største er:
| Venstre biflod | længde (km) | afvandingsområde                                          | Højre biflod | længde (km) | afvandingsområde                |
| -------------- | ----------- | --------------------------------------------------------- | ------------ | ----------- | ------------------------------- |
| Bolva          | 213         | Brjansk oblast Kaluga oblast                              | Vetma        | 112         | Brjansk oblast                  |
| Navlja         | 126         | Brjansk oblast Orjol oblast                               | Sudost       | 208         | Brjansk oblast Tjernihiv oblast |
| Nerussa        | 161         | Brjansk oblast Orjol oblast                               | Snov         | 253         | Brjansk oblast Tjernihiv oblast |
| Sejm           | 798         | Belgorod oblast Kursk oblast Tjernihiv oblast Sumy oblast | Ubed         | 106         | Tjernihiv oblast                |
| Ostjor         | 199         | Tjernihiv oblast                                          |              |             |                                 |

## Kommercielt brug af Desna
Desna fryser til i december og er isdækket til begyndelsen af april. I foråret forårsager floden store oversvømmelser. Desna er sejlbar 535 km opstrøms fra udmundingen i Dnepr.
.
I Smolensk oblast er Desna den største og mest betydningsfulde vandvej og ved Desnogorsk blev der frem til 1979 anlagt et reservoir, der anvendes tilkøling af Smolensk-atomkraftværket, der er af samme type som Tjernobyl-atomkraftværket. Atomkraftværket er beliggende i Desnogorsk.

### Byer ved Desna
(over 5.000 indbyggere)
| Rusland: - Desnogorsk (28.500, Smolensk oblast) - Zjukovka (17.147, Brjansk oblast) - Brjansk (407.256, Brjansk oblast) - Trubtjevsk (13.921, Brjansk oblast) | Ukraine: - Novgorod-Severskyj (14.025, Tjernihiv oblast) - Tjernihiv (294.727, Tjernihiv oblast) - Kyiv (2.890.513, Kyiv oblast) |